# 1337x
1337x — BitTorrent-индексатор и каталог для поиска .torrent-файлов и Magnet-ссылок, используемый для обмена файлов в одноранговой сети BitTorrent. Согласно TorrentFreak, 1337x является третьим по популярности сайтом для поиска .torrent-файлов.

## История
1337x был основан в 2007 году, а в 2016 году, в связи с закрытием сайта KickassTorrents, начал набирать популярность. В октябре 2016 года было произведено обновление сайта с изменением дизайна и добавлением нового функционала. В 2015 году по запросу Feelgood Entertainment сайт был удалён из результатов поиска Google. В 2015 году сайт изменил домен .pl на .to во избежание блокировок.
Дизайн 1337x можно сравнить с ныне несуществующим h33t. 1337х рекламировался как альтернатива во время распространения слухов о скором закрытии The Pirate Bay.